# Fosieby industriområde
Fosieby industriområde is een deelgebied (Delområde) in het stadsdeel Fosie van de Zweedse stad Malmö. De wijk telt 25 inwoners (2013) en heeft een oppervlakte van 3,33 km². Het gebied ligt tussen de Inre Ringvägen (Binnenringweg) en de Yttre ringvägen (Buitenringweg) ten westen van Käglingevägen en bestaat uit een groot aantal bedrijfsruimten. De gebouwen zijn van verschillende omvang, maar bijna allemaal laagbouw. Het gebied begon in 1970 te worden benut. De archeologische vondsten die werden gedaan komen terug in de straatnamen van het gebied. Nu zijn er honderden kleine- en middelgrote bedrijven gevestigd, zoals Anstalten Fosie, Sydsvenskans, Rexam, Alfa Laval en Schenker AG.